# Дрібна буржуазія
Дрібна буржуазія — термін марксизму[джерело?], яким позначається частина буржуазії, що, хоча й володіє засобами виробництва, проте вкладає у вироблений продукт власну працю, а тому не є експлуататорською.
Дрібна буржуазія займає проміжне положення по відношенню до основних класів — Буржуазії і пролетаріату.
Найбільш загальні ознаки, що характеризують дрібну буржуазію як клас, — приватна власність на засоби виробництва (обігу) і особиста (сімейна) праця для дрібного буржуа характерна подвійність: На відміну від пролетаря він володіє засобами виробництва, на відміну від капіталіста — працює сам. Якщо ж дрібний власник вдається до використання найманої праці, то він відрізняється від капіталіста остільки, оскільки розміри експлуатації ще не дозволяють йому звільнитися від безпосередньої участі у виробничому процесі і зосередитись на функціях управління і нагляду.
До сільської дрібної буржуазії відноситься переважна більшість сільськогосподарських виробників — дрібні і середні селяни та фермери. Міську дрібну буржуазію представляють ремісники, дрібні торговці та інші власники дрібних міських підприємств. Дрібна буржуазія неоднорідна за своїм майновим станом. Верхні її шари наближаються до буржуазії, нижні живуть іноді в гірших матеріальних умовах, ніж багато кваліфікованих робітників великих підприємств. Але яким би поганим не було матеріальне становище дрібного буржуа, він відрізняється від робітника тим, що має в приватній власності засоби виробництва. Ця власність — основа виробництва і головне джерело існування дрібного буржуа. Класова приналежність дрібного буржуа визначається тим, що він виступає на капіталістичному ринку не як продавець своєї робочої сили, а як продавець вироблених ним товарів та послуг.
Дрібна буржуазія виникла і розвивалася разом з виникненням і розвитком товарного виробництва. Навіть в умовах рабовласницького ладу існували вільні землероби і ремісники, які виробляли продукти не тільки для власного споживання, а й для продажу. При феодалізмі величезна більшість селян перебувала в кріпацтві від поміщиків, а господарство носило натуральний або напівнатуральний характер, але в той же час були і дрібні самостійні виробники, що вивозили частину вироблених ними сільсько-господарських продуктів на ринок, і самостійні ремісники вільних міст. У міру ліквідації феодальних відносин товарне виробництво отримує все більший розвиток, і дрібні виробники міста і села займають переважне місце в самодіяльному населенні міста і села.
При побудові комуністичного суспільства дрібна буржуазія є гальмом соціального прогресу, оскільки стоїть на заваді усуспільненню засобів виробництва.